# Werner Friebe
Werner Friebe (Droschkau, 12 luglio 1897 – Stoccarda, 8 marzo 1962) è stato un generale tedesco della Wehrmacht durante la seconda guerra mondiale.

## Biografia

### Prima guerra mondiale
Werner Friebe nacque a Droschkau il 12 luglio 1897; era il fratello minore del futuro generalleutnant Helmut Friebe. Si arruolò volontario nel Reichswehr il 21 settembre 1914, con il Schlesisches Füsilier-Regiment "General-Feldmarschall Graf Moltke" Nr. 38. All'inizio del 1915 arrivò al fronte con il suo reggimento e nella primavera dello stesso anno decise di diventare ufficiale. Dopo aver frequentato il corso della scuola militare, il 23 marzo 1916 fu promosso tenente nello stesso reggimento. Dalla primavera del 1917 fu impiegato come capo plotone dei servizi segreti nel suo reggimento e all'inizio di maggio 1918 fu nominato ufficiale dei servizi segreti presso lo stato maggiore del suo reggimento. Durante la prima guerra mondiale fu ferito, tanto che venne premiato con il distintivo per feriti in ferro. Nel corso della guerra gli furono conferite anche le due Croci di Ferro ed altri riconoscimenti.

### Periodo interbellico
Dopo la guerra fu assunto come tenente nell'esercito temporaneo tedesco, al Reichswehr-Infanterie-Regiment 11. Nella primavera del 1920 era ancora schierato con l'esercito di transizione di 200.000 uomini del Reichswehr; lasciò l'esercito alla fine di settembre 1920. Il 1° maggio 1924 rientrò nella Reichswehr come tenente. Negli anni successivi fu impiegato come ufficiale di compagnia nel 2º battaglione (Jäger) del 7. (Preuß.) Infanterie-Regiment; successivamente fu assegnato alla 5º compagnia a Glatz e tra il 1927 ed il 1928 fu trasferito all'11° compagnia, sempre nello stesso reggimento a Breslavia. Il 1° gennaio 1930 fu trasferito come autista al 1° dipartimento medico (prussiano) di Königsberg ed il 1° ottobre 1931 fu trasferito allo stato maggiore della 5. Division der Reichswehr a Stoccarda, dove ha completato la sua formazione da assistente conducente per i successivi due anni. Fu promosso capitano il 1° settembre 1933 ed il 1° maggio 1934 fu trasferito al Ministero della Reichswehr (RWM) a Berlino, dove fu assegnato al dipartimento dell'esercito (T1) ed all'ufficio truppe (TA). Quando la Reichswehr fu ampliata nella Wehrmacht e dopo la successiva ridenominazione in ministero della guerra del Reich, rimase lì. Nell'estate del 1935 fu trasferito al 5° Reparto di Stato Maggiore Generale del Comando Supremo dell'Esercito. Il 1° marzo 1937 fu promosso maggiore, il 12 ottobre 1937 fu nominato capo della 1° compagnia del Kradschützen-Bataillon 3 a Bad Freienwalde. Il 1° giugno 1938 fu nominato 1° ufficiale di stato maggiore della 20. Infanterie-Division (mot.) ed il 1º aprile 1939 fu promosso tenente colonnello.

### Seconda guerra mondiale
All'inizio della seconda guerra mondiale fu schierato con la sua divisione nella campagna di Polonia e nella primavera del 1940 nella campagna di Francia. Successivamente fu decorato con entrambe le fibbie della Croce di Ferro. Agli inizi di gennaio 1941 fu nominato capo di stato maggiore del Generalkommando XXXXVIII. Armeekorps (mot.) a Coblenza. Prese poi parte all'operazione Barbarossa all'inizio dell'estate 1941 ed il 1° ottobre 1941 fu promosso colonnello. Il 30 maggio 1942 gli fu conferita la Croce d'oro tedesca. Il 25 novembre 1942 fu sostituito e trasferito alla riserva dell'Oberkommando des Heeres. A metà marzo 1943 fu assegnato all'Heeresgruppe Süd ed il 1° aprile 1944 fu spostato nell'8. Panzer-Division. Il 21 aprile 1944 gli fu conferita la Croce di Cavaliere della Croce di Ferro ed il 1º giugno 1944 fu promosso a Generalmajor; ed in quanto tale, fu nominato comandante dell'8. Panzer-Division. Il 20 luglio 1944 lasciò il comando e fu trasferito alla riserva ed il 1º settembre 1944 fu nominato capo di stato maggiore del Stellvertretendes Generalkommando III. Armeekorps a Berlino. Mantenne poi questo incarico fino alla fine della seconda guerra mondiale, quando fu fatto prigioniero all'inizio di maggio 1945 e fu rilasciato nel maggio 1948. Morì a Stoccarda l'8 marzo 1962.